# Мендон (Јута)
Мендон (енгл. Mendon) град је у америчкој савезној држави Јута.

## Демографија
По попису из 2010. године број становника је 1.282, што је 384 (42,8%) становника више него 2000. године.
| Група             | 2000.       | 2010.         |
| Белци             | 860 (95,8%) | 1.199 (93,5%) |
| Афроамериканци    | 0 (0,0%)    | 8 (0,6%)      |
| Азијати           | 0 (0,0%)    | 4 (0,3%)      |
| Хиспаноамериканци | 18 (2,0%)   | 54 (4,2%)     |
| Укупно            | 898         | 1.282         |